# Kaple Panny Marie (Kroměždice)
Kaple Panny Marie se nachází v obci Kroměždice nedaleko Klatov. Je zasvěcena Panně Marii. Jedná se o vesnickou kapli z přelomu 18. a 19. století. Kaple patří do souboru s pamětním litinovým křížem na žulovém podstavci.